# Djulö kvarn
Djulö kvarn är en tätort i Katrineholms kommun.  Djulö kvarn var klassad som en småort fram till 2005 då den blev tätort.  2015 justerade SCB definitionen för tätorter något, varvid man fann att avstånden mellan de olika husområdena är för stort för att området skall kunna utgöra en gemensam tätort och delarna har för få boende för att i sig kunna utgöra tätorter. Istället delades tätorten upp i två småorter igen, denna och Djulö kvarn södra. Vid avgränsningen 2020 var hela bebyggelsen återigen samlad i en tätort för att 2023 ånyo delas upp i två småorter.

## Befolkningsutveckling
| Befolkningsutvecklingen i Djulö kvarn 1990–2020                                            | Befolkningsutvecklingen i Djulö kvarn 1990–2020 | Befolkningsutvecklingen i Djulö kvarn 1990–2020 | Befolkningsutvecklingen i Djulö kvarn 1990–2020 | Befolkningsutvecklingen i Djulö kvarn 1990–2020 |
| ------------------------------------------------------------------------------------------ | ----------------------------------------------- | ----------------------------------------------- | ----------------------------------------------- | ----------------------------------------------- |
|                                                                                            |                                                 |                                                 |                                                 |                                                 |
| År                                                                                         |                                                 |                                                 | Folkmängd                                       | Areal (ha)                                      |
| 1990                                                                                       | 1990                                            |                                                 | 162                                             | 30#                                             |
| 1995                                                                                       | 1995                                            |                                                 | 191                                             | 36#                                             |
| 2000                                                                                       | 2000                                            |                                                 | 183                                             | 33#                                             |
| 2005                                                                                       | 2005                                            |                                                 | 200                                             | 30                                              |
| 2010                                                                                       | 2010                                            |                                                 | 209                                             | 30                                              |
| 2015                                                                                       | 2015                                            |                                                 | 229                                             | 65#                                             |
| 2020                                                                                       | 2020                                            |                                                 | 229                                             | 61                                              |
| Anm.: Ny tätort 2005. Ej tätort 2015. två småorter 2015, åter en tätort 2020 # Som småort. |                                                 |                                                 |                                                 |                                                 |